# Палубни двомоторни ловац (Аеро-наутика Хиндустан)
Палубни двомоторни ловац је радни назив за пројекат новог индијског двомоторног ловца четврте генерације, са елементима ловца пете генерације. Развија га индијска компанија Аеро-наутика Хиндустан за потребе морнаричке авијације индијске ратне морнарице.

## Развој и дизајн
Палубни двомоторни ловац Аеро-наутике Хиндустан би требало да има делта крило, канарде и два млазна мотора Џенерал Електрик Ф414, укупног потиска 117 kN без форсажа, односно 196 kN са додатним сагоревањем. Дужина би требало да му буде 16,3 m, а размах крила 11,2 m, односно 7,6 m са склопљеним крилима ради лакшег смештаја у потпалубни хангар. Максимална полетна маса авиона би требало да износи око 26 тона, максимална висина лета до 18 km, а максимална брзина 1,6 маха. Први пробни лет је планиран за 2026. годину, а увођење у оперативну употребу за 2032. годину. Нови авион би требало да буде допуна/замена за палубни МиГ-29К морнаричке авијације индијске ратне морнарице. За слетање на носач авиона би користио своју кочиону куку и аерофинишере на палуби носача авиона, док би полетао са рампе.